# Nosophobie
Ne doit pas être confondu avec Hypocondrie.
 (novembre 2023).
Si vous disposez d'ouvrages ou d'articles de référence ou si vous connaissez des sites web de qualité traitant du thème abordé ici, merci de compléter l'article en donnant les références utiles à sa vérifiabilité et en les liant à la section « Notes et références ».
 Mise en garde médicale
La nosophobie (du grec ancien : νόσος / nósos, signifiant « maladie ») ou pathophobie est une phobie spécifique, une peur irrationnelle de contracter une maladie. 

## Conséquences de la nosophobie
Les patients souffrant de ce type de trouble ont souvent peur de contracter les maladies suivantes dans un premier temps : infections sexuellement transmissibles, tuberculoses, cancers, maladies cardiovasculaires.
Les nosophobes ont une impression de faiblesse et de fragilité et rêvent de devenir invulnérables. Ils sont obsédés par la prévention des maladies.
Contrairement aux hypocondriaques qui portent toute leur attention sur leurs sensations, les nosophobes font très attention à leur environnement et à leur alimentation pour éviter les maladies. Ainsi ils ont tendance à éviter les transports en commun, les hôpitaux, les lieux publics où les risques de contamination sont plus importants. Ils peuvent s'imposer des régimes alimentaires très stricts composés uniquement de produits sains.

## Le piège de la fuite en avant
Les nosophobes vivent dans l'illusion que le seul moyen d'aller mieux est de construire des barrières infranchissables contre les maladies et de développer une santé invulnérable. Mais cette fuite en avant les conduit à se retirer du monde et à vivre seul dans leur appartement, le seul endroit ou ils se sentent à peu près en sécurité.
La nosophobie, tout comme l'hypocondrie, est une maladie qui découle d'une peur obsessionnelle. Quand ils ne comprennent pas ce qui leur arrive, les malades ont tendance à combattre l'objet de leur peur plutôt que remettre en cause la peur elle-même. Voilà pourquoi ils ne peuvent pas guérir de cette façon.

## Lien avec le syndrome de l'étudiant en médecine
Certains auteurs suggèrent que le syndrome de l'étudiant en médecine se réfère à la nosophobie plutôt que le terme d'« hypocondrie », car les études citées ne montrent aucune caractéristique hypocondriaque de cet état (à savoir une peur « générale » d'avoir une maladie, et non une peur focalisée sur une ou plusieurs maladies précises comme c'est le cas ici).